# 鐵路
鐵路，亦稱鐵道，是鐵路運輸的媒介列車利用鐵輪在鐵軌上行走的一種大眾交通工具。在語境上，有時候會當成鐵路運輸的概念。鐵路的運行還包括鐵路軌道、鐵路車站、平交道及鐵道機車車輛。

## 歷史
已知最古老的能讓人或牲畜通行的铁路可追溯至公元前6世纪的希腊科林斯。16世纪中叶，德国出現了能讓馬通行的铁路。19世纪初，隨著蒸汽机车的发展，英国形成了現代意義上的首個铁路運輸系统。1825年，喬治·史蒂芬生和他的儿子羅伯特·史蒂芬生的公司建造的機車一號是第一辆在鐵路（斯托克頓和達靈頓鐵路）上能载客運行的蒸汽机车。喬治·史蒂芬生还建造了世界上第一条只允許蒸汽机车通行的城际铁路，即1830年开通的利物浦和曼徹斯特鐵路。
19世纪80年代，電氣化鐵路出現。从20世纪40年代开始，大多数仍舊使用非电气化铁路的國家都開始將蒸汽机车更换为柴电机车，到2000年代，这一过程基本完成。從1964年開始，從日本出現电气化高速铁路系统，並擴展到其他眾多國家。

### 中國大陸
光緒初年，有英國人擅自在上海鋪設鐵路到達吳淞，清廷委任李鴻章令他們禁止，因偕江督沈葆楨，檄文與盛宣懷等一同與英國人討論，最後以銀二十八萬兩由大清購回，廢置不用，識者惜之。
光绪三年（1877年），成立了开平矿务局。在筹备开採煤矿过程中，唐景星又建议从开平矿区至北塘河口，修筑一条铁路，以便将煤运抵北塘河口，经海运送往上海市、天津市等地。清政府随后决定修筑一条由唐山市至胥各庄的轻便铁路，称“运煤铁路”，并声明铁路建成后不准运行机车，要以“骡马拖曳”。光緒七年（1881年），唐胥铁路动工，聘英國工程师克劳德·威廉·金达為總工程師，由開平礦務局集資修築，同年11月建成通车。唐胥铁路成为中国第二条铁路，也是第一条由清政府主张兴建的官办铁路、中国第一条标准轨距铁路。

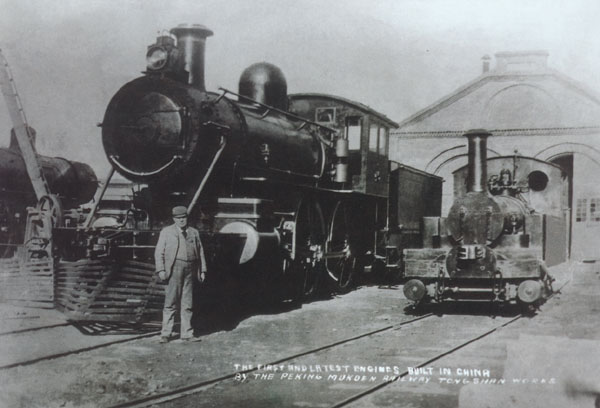
19世纪末，金达与美国进口蒸汽机车（左）、中国火箭号（右）在胥各庄修车厂内合影

## 構造

### 路軌
路軌由兩條平行鐵和枕木建造，在一些鐵路系統上會用上三條或更多路軌，在鐵路上會加上石塊以水泥鋪設而成。

### 車站
鐵路站是鐵路的每個運輸點，除了載客運輸外，亦會用作載貨運輸。鐵路站包括地下車站、高架車站和地面車站。

### 平交道
平交道是公路與鐵路的交錯道口。

### 列車
鐵路車輛包括有動力及無動力車種，例如鐵路機車、鐵路車輛、鐵路客車等等。

### 相關措施
以上鐵路要正常運行，必須要有如閉塞的功能，防止相撞並保證安全。

## 註解
1. ↑  . 丰南图书馆. 2009-07-27  [2010-12-13].[]
2. ↑  . 铁流网.   [2010-12-13].[]

## 外部連結
- 鉄道友の会
- 鉄道建設・運輸施設整備支援機構（旧鉄道建設公団他）

## 延伸阅读
[在维基数据编辑]
 《清史稿/卷149》，出自趙爾巽《清史稿》